# Frederick P. Brooks

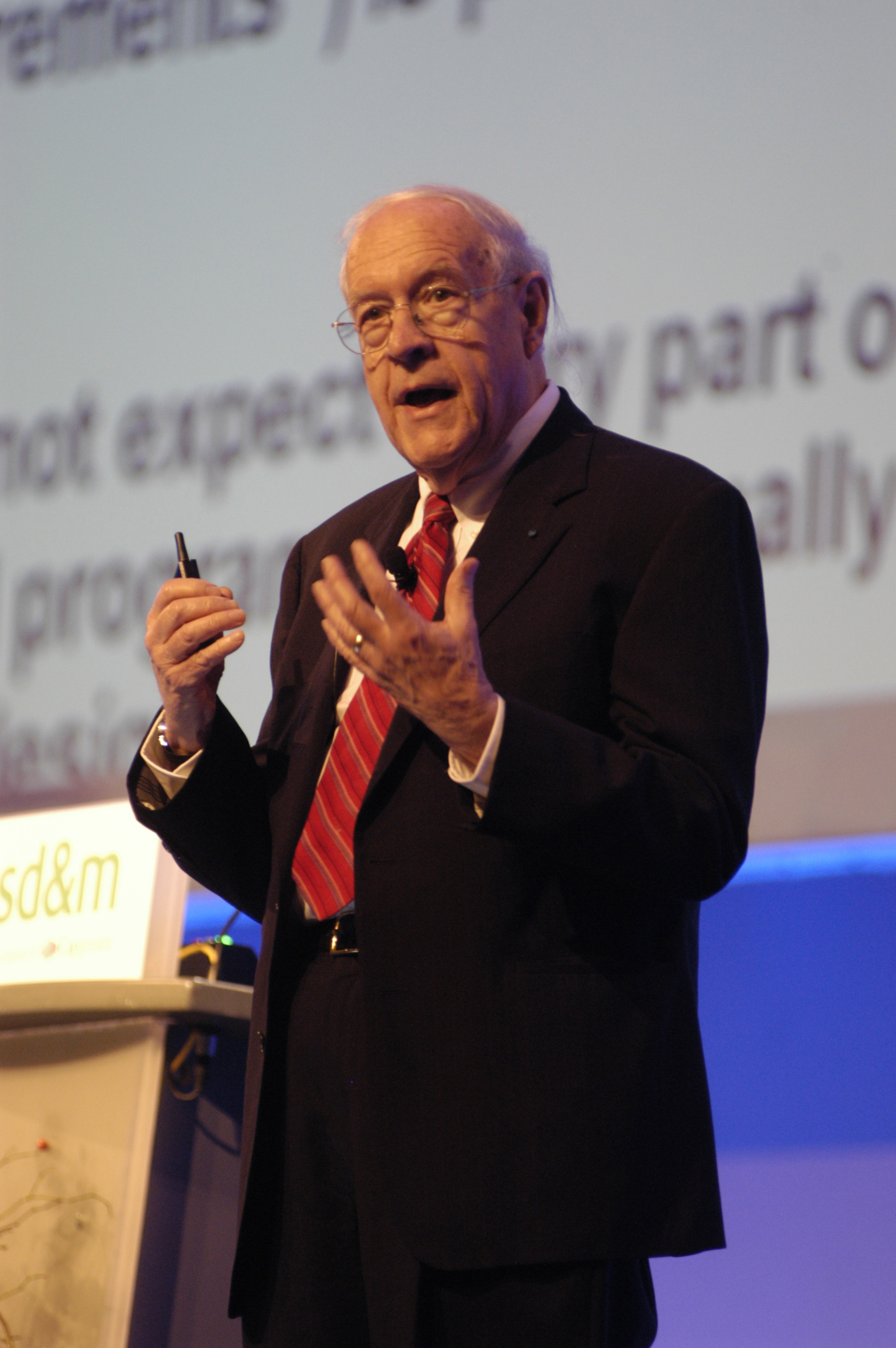
Frederick P. Brooks (2007)

Frederick Phillips Brooks, Jr. (* 19. April 1931 in Durham, North Carolina, USA; † 17. November 2022 in Chapel Hill, North Carolina) war ein US-amerikanischer Informatiker. Bekannt wurde Brooks zunächst als Verantwortlicher für die Entwicklung des OS/360 bei IBM und später für die sehr authentische Beschreibung des Entwicklungsprozesses in seinem Buch The Mythical Man-Month (deutsch Vom Mythos des Mann-Monats: Essays über Software-Engineering). Dieses Buch enthält auch eine viel zitierte Aussage, die als Brooks’sches Gesetz bekannt wurde:

“Adding manpower to a late software project makes it later.”

„Der Einsatz zusätzlicher Arbeitskräfte bei bereits verzögerten Softwareprojekten verzögert sie nur noch weiter.“

Fred Brooks gilt als Erfinder des Bytes mit 8 bit:

“The most important single decision I ever made was to change the IBM 360 series from a 6-bit byte to an 8-bit byte, thereby enabling the use of lowercase letters. That change propagated everywhere.”

„Die wichtigste Entscheidung, die ich je getroffen habe, war, die IBM-360-Serie von einem 6-Bit-Byte auf ein 8-Bit-Byte umzustellen und damit die Verwendung von Kleinbuchstaben zu ermöglichen. Diese Veränderung verbreitete sich überall.“

## Leben
Brooks studierte in seiner Geburtsstadt Physik an der Duke University und promovierte 1956 in angewandter Mathematik an der Harvard University unter Howard Aiken als Doktorvater. Danach fand er eine Anstellung bei IBM in Poughkeepsie und Yorktown, New York. Er arbeitete zunächst an der Architektur des Stretch, eines 10 Millionen Dollar teuren wissenschaftlichen Supercomputers für das Los Alamos Scientific Laboratory, danach am Harvest-Computer. Anschließend leitete er die Entwicklung der System/360-Rechnerfamilie und des Betriebssystems OS/360. Das OS/360-Projekt hatte von 1963 bis 1966 einen Umfang von ungefähr 5000 Personenjahren, was Brooks zu einem Experten machte, große und umfangreiche Projekte zielgerecht zu organisieren.
1965 verließ Brooks IBM, um den Informatik-Fachbereich an der University of North Carolina at Chapel Hill aufzubauen. Diesen leitete er mehr als 20 Jahre lang. 1996 erhielt Brooks den Bower Award and Prize for Achievement in Science. 1999 wurde er von der Informatiker-Vereinigung ACM mit dem Turing Award ausgezeichnet. 1970 erhielt er den W. Wallace McDowell Award und 2004 den Eckert-Mauchly Award. Seit 1991 war er auswärtiges Mitglied (Foreign Member) der Königlich Niederländischen Akademie der Wissenschaften. 1976 wurde er in die American Academy of Arts and Sciences und 2001 in die National Academy of Sciences aufgenommen.

## Werke
- mit Kenneth E. Iverson Automatic Data Processing. Wiley, New York 1963
- mit Kenneth E. Iverson Automatic Data Processing, System/360 Edition. Wiley, New York 1969
- mit Gerrit Blaauw Computer architecture: concepts and evolution. Addison-Wesley, 1997
- Vom Mythos des Mann-Monats: Essays über Software-Engineering. mitp, Bonn 2003, ISBN 3-8266-1355-4
- Frederick P. Brooks: The Design of Design. Essays from a Computer Scientist. Hrsg.: Pearson Education, Inc. Addison-Wesley, 2010, ISBN 978-0-201-36298-5 (englisch, Vorwort & Kapitel 6 [PDF; 6,3 MB]).
- Frederick P. Brooks: Erfolgreiches Design. Essays über universelle Designprozesse mit Beispielen aus IT und Software-Entwicklung. mitp-Verlag, 2011, ISBN 978-3-8266-9080-8.